# Andrew Goodman
Andrew Goodman (New York City, U.S. 23 de novembre, 1943 - Filadèlfia, Mississippi, U.S. 21 de juny, 1964), va ser un activista nord-americà pels drets civils.
Va ser un dels tres treballadors del Congrés d'Igualtat Racial (CORE) assassinats a Filadèlfia, Mississipí, per membres del Ku Klux Klan el 1964. Goodman i dos companys activistes, James Chaney i Michael Schwerner, van ser voluntaris per a la campanya "Freedom Summer" que buscava registrar afroamericans per votar a Mississipí i establir escoles de llibertat per als negres del sud.

## Primers anys i inicis de l'activisme
Andrew Goodman era el segon dels tres nois nascuts de Robert, escriptor i enginyer civil, i de Carolyn Goodman, psicòloga i activista social. Va créixer a l'"Upper East Side" de la ciutat. Goodman era jueu, com l'activista dels drets civils Michael Schwerner, al costat de qui Goodman seria assassinat. El barri de Goodman era una comunitat mestissa de famílies blanques, negres i hispàniques.
La família Goodman estava implicada en un activisme intel·lectual i socialment progressista i es dedicava a la justícia social. La seva mare Carolyn va ser una activista laboral de tota la vida. En la seva joventut, va ajudar els treballadors agrícoles a organitzar-se i va ser activa en els esforços comunitaris per donar suport a la facció republicana durant la Guerra Civil espanyola als anys trenta.
Andrew va seguir l'activista dels seus pares des de petit. Als 14 anys, Goodman va viatjar a Washington, D.C., per participar en la Marxa Juvenil de les Escoles Integrades de 1958. Durant la marxa, aproximadament 10.000 estudiants en edat de secundària van promoure la desagregació de les escoles públiques nord-americanes després que la decisió històrica Brown v. L'any següent, Goodman i un amic van anar a Virgínia Occidental per viure en una ciutat minera de carbó i van intentar defensar al governador les males condicions laborals que hi havia. Als 17 anys, Goodman va viatjar a Europa occidental per entendre l'impacte de l'agro negoci a gran escala en els petits agricultors. Goodman també va participar en una protesta l'any 1960 en un Woolworth's de Nova York com a part del moviment asseguda que protestava contra les polítiques segregacionistes de la botiga de cinc centaus.
El 1961, Goodman es va graduar a l'escola progressiva de Walden, on havia assistit des dels 3 anys. A Walden, va participar en el programa de teatre. També va organitzar que el Brooklyn Dodger Jackie Robinson, un veí seu i el primer afroamericà que va jugar a la "Major League Baseball", parlés a l'escola. Després de Walden, Goodman es va matricular al Programa d'Honors a la Universitat de Wisconsin–Madison i es va considerar com a especialitat en drama, però es va retirar després d'un semestre després de caure malalt de pneumònia. Va tornar a la ciutat de Nova York per millorar la seva salut i va ser seleccionat per a un paper a l'obra de teatre "Off-Broadway The Chief Thing" del dramaturg rus Nikolai Evreinov.
Goodman es va matricular al "Queens College", a la ciutat de Nova York, i es va especialitzar en antropologia. A Queens, era amic i company de classe de Paul Simon. Va desenvolupar un interès per la poesia. Un dels seus poemes, "A Corolary to a Poem by A. E. Housman", va ser descobert pòstumament per la seva professora universitària Mary Doyle Curran i publicat al Massachusetts Review i al New York Times. Amb la breu experiència d'actuació de Goodman, inicialment va planejar estudiar drama, però va passar a l'antropologia. El creixent interès de Goodman per l'antropologia semblava ser paral·lel a la seva creixent serietat política. Al llarg de la universitat, Goodman va actuar amb una companyia de repertori Off-Broadway.

## Participació a Freedom Summer
Els senadors no podrien persistir en aquest cortès debat sobre la futura dignitat d'una raça humana si els blancs del nord no fossin tan sorprenentment apàtics.
- - Andrew Goodman, en un document escolar de 1964[8]

A la primavera de 1964, el seu primer any al Queens College, Goodman va assistir a una xerrada dels activistes dels drets civils de "Mississipí Aaron Henry", cap de la branca de la NAACP de l'estat, i Fannie Lou Hamer. Henry i Hamer estaven reclutant estudiants menors de 21 anys, que amb el permís dels seus pares, participarien en el projecte "Freedom Summer" per ajudar a registrar els afroamericans per votar a Mississipí i establir "Freedom Schools".
El juny de 1964, Goodman va deixar Nova York per ensenyar en una sessió de formació del Congrés d'Igualtat Racial (CORE) per a voluntaris de Freedom Summer al Western College for Women (ara part de la Universitat de Miami) a Oxford, Ohio. A Ohio, Goodman va conèixer el seu company de nova York, Michael Schwerner, de 24 anys, un voluntari experimentat de CORE, i James Chaney, de 21 anys, un activista de CORE a Mississipí. Els tres van formar centenars de voluntaris de Freedom Summer, la majoria estudiants, sobre com navegar pel racisme i la violència que es trobarien a Mississipí. A l'entrenament, Schwerner va saber que una de les Escoles de la Llibertat de Mississipí que havia ajudat a organitzar a l'Església Metodista Mount Zion a Filadèlfia havia estat cremada pel Ku Klux Klan (KKK). Per investigar, els tres homes van sortir d'Ohio cap a Mississipí amb cotxe el 20 de juny.

## Detenció i assassinat
Article principalAssassinats de Chaney, Goodman i Schwerner a la Viquipèdia anglesa.

El 21 de juny, el seu primer dia complet a l'estat, el trio va marxar des de la seva base natal de Meridian cap a Filadèlfia, una comunitat a una hora de Meridian, per visitar les ruïnes de l'església i reunir-se amb els membres de l'església. Quan tornaven a Meridian, van ser detinguts pel xèrif adjunt del comtat de Neshoba, Mississipí, Cecil Price (membre del KKK), per conduir suposadament 65 milles per hora en una zona de límit de velocitat de 30 milles per hora. Price va arrestar els tres homes i els va portar a la presó del comtat de Neshoba, on Chaney va ser detingut per excés de velocitat, mentre que Schwerner i Goodman van ser "per investigar". A Chaney se li va acusar una multa de 20 dòlars i els tres homes van ser alliberats al voltant de les 22:30 i se'ls va ordenar que abandonessin el comtat. Tanmateix, mentre Chaney, Schwerner i Goodman estaven detinguts, Price es va posar en contacte amb el líder i ministre local del KKK, Edgar Ray Killen, i li va informar dels tres activistes detinguts. Segons una investigació posterior del Departament de Justícia dels Estats Units, Killen va reunir a altres membres del KKK i va idear un complot per atacar els tres quan sortien de la presó.
Price els va seguir amb el seu cotxe patrulla. A les 10:25, Price va accelerar per posar-se al dia amb la furgoneta abans que travessés la frontera cap a la relativa seguretat del comtat de Lauderdale. Price va ordenar als tres sortir del seu cotxe i entrar al seu. Els va conduir a una zona deserta de Rock Cut Road mentre els va seguir dos cotxes plens d'altres membres del Klan. Price va lliurar el trio als membres del Klan que, després de vèncer a Chaney, van disparar i van matar a Schwerner, Goodman i Chaney. Una autòpsia de Goodman, que mostra fragments d'argila vermella als pulmons i agafats amb els punys, suggereix que probablement va ser enterrat viu al costat dels ja morts Chaney i Schwerner.
La Comissió de Sobirania de l'Estat de Mississipí es va oposar fermament a la integració i als drets civils. Va pagar espies per identificar ciutadans sospitosos d'activisme, especialment persones del nord i l'oest que van entrar a l'estat. Els registres oberts per ordre judicial el 1998 també van revelar la profunda complicitat de l'estat en els assassinats de Chaney, Goodman i Schwerner, perquè el seu investigador A. L. Hopkins va transmetre a la Comissió informació sobre els treballadors, inclòs el número de llicència de cotxe d'un nou dret civil del treballador. Els registres van mostrar que la Comissió, al seu torn, va passar la informació al xèrif del comtat de Neshoba, que estava implicat en els assassinats.

## Investigació i judici
Els assassinats van canviar el curs del Moviment pels Drets Civils:
Willie Blue, un participant supervivent del moviment "Freedom Summer" va dir: "Goodman és més ric que la nata muntada. Se suposava que no havia de morir a Vietnam; de ben segur que no havia de morir a Mississipí. Quan els més brillants dels Estats Units són assassinats per fer alguna cosa fonamentalment. Americà, de sobte el món sap que Mississipí va ser un altre clau en el taüt segregat." L'FBI va entrar al cas després que els homes van desaparèixer. Van ajudar a trobar-los enterrats en una presa de terra. El govern dels EUA va processar el cas sota la Llei d'execució de 1870. El xèrif adjunt del comtat de Neshoba i sis conspiradors van ser condemnats pels fiscals federals per violacions dels drets civils, però no van ser condemnats per assassinat. Dos acusats van ser absolts perquè el jurat es va bloquejar.

## Re investigació

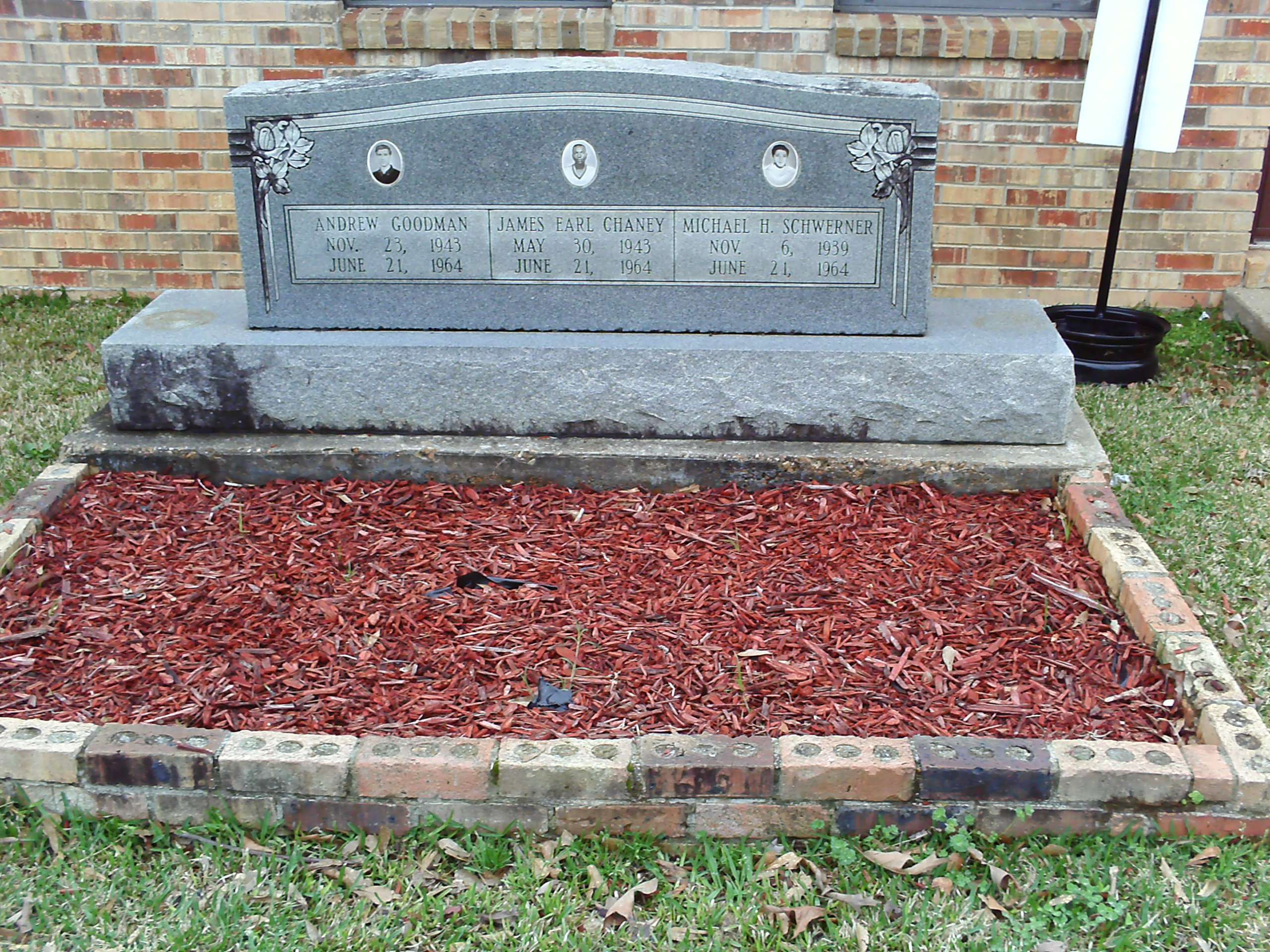
Un monument a les víctimes Andrew Goodman, James Earl Chaney i Michael H. Schwerner a l'església baptista missionera de Mt. Nebo, Filadèlfia, Mississipí. Vegeu els assassinats de Chaney, Goodman i Schwerner.

El periodista Jerry Mitchell, un periodista d'investigació premiat del Jackson Clarion-Ledger, havia escrit molt sobre el cas durant molts anys. Mitchell, que ja s'havia guanyat fama per ajudar a assegurar condemnes en diversos altres casos d'assassinat d'alt perfil de l'era dels drets civils, inclòs l'assassinat de Medgar Evers a Jackson, Mississippi, l'atemptat amb bomba a l'església baptista del carrer 16 de Birmingham, Alabama i l'assassinat de Vernon Dahmer. a Mississipí, va desenvolupar noves proves, va trobar nous testimonis i va pressionar l'estat perquè actués. Barry Bradford, un professor de secundària d'Illinois més tard famós per ajudar a netejar el nom del màrtir dels drets civils Clyde Kennard, i tres estudiants, Allison Nichols, Sarah Siegel i Brittany Saltiel, es van unir als esforços de Mitchell.
El documental Bradford i els seus estudiants, produït per al concurs del Dia de la Història Nacional, va presentar noves evidències importants i raons convincents per reobrir el cas Goodman, Chaney i Schwerner. També van obtenir una entrevista amb Edgar Ray Killen, que va ajudar a persuadir l'estat d'obrir el cas per a la investigació. Mitchell va poder determinar la identitat del "Mr. X", el misteriós informador que havia ajudat l'FBI a descobrir els cossos i a aixafar la conspiració del Klan el 1964, en part utilitzant proves desenvolupades per Bradford i els estudiants.
El 7 de gener de 2005, Edgar Ray Killen va ser arrestat. Va ser declarat culpable de tres càrrecs d'homicidi involuntari, no d'assassinat, el 21 de juny de 2005, exactament 41 anys a l'endemà dels assassinats. Va ser condemnat a seixanta anys de presó, vint anys per cada càrrec, per complir consecutivament. Va apel·lar el veredicte, però la sentència va ser confirmada el 12 d'abril de 2007 pel Tribunal Suprem de Mississipí. Va morir a la presó l'11 de gener de 2018, als 92 anys.
El 20 de juny de 2016, només un dia abans del 52è aniversari dels assassinats, el fiscal general Hood va anunciar el final de les investigacions federals i estatals sobre els "assassinats de Mississipí", tancant oficialment el cas.

## Llegat i honors

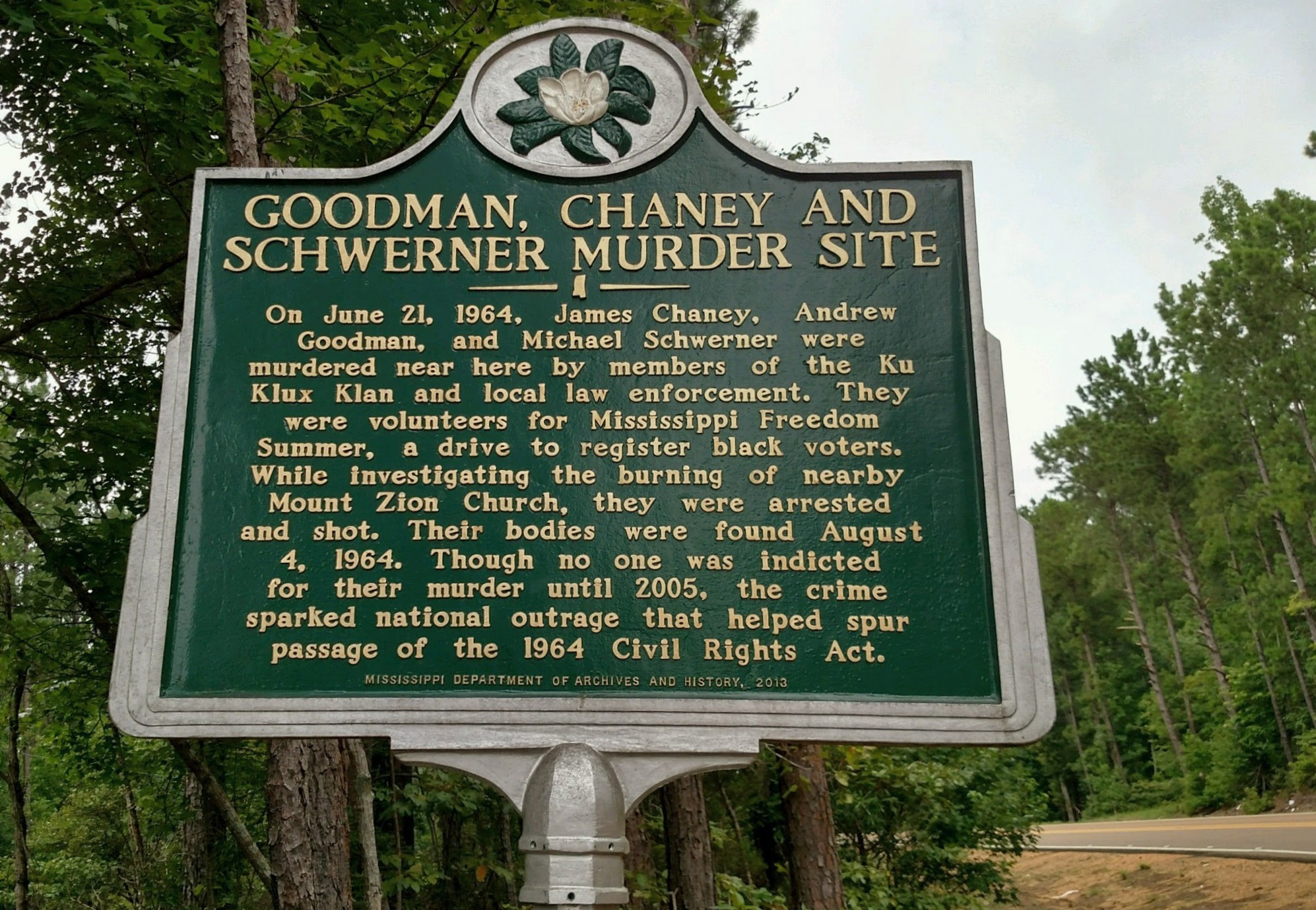
Marcador de carretera de l'estat de Mississipí que denota el lloc on es van produir els assassinats de 1964 dels treballadors nord-americans dels drets civils Goodman, Chaney i Schwerner

El 1966, els pares d'Andrew, Robert i Carolyn Goodman, van iniciar la Fundació Andrew Goodman per continuar l'esperit i el propòsit de la vida del seu fill. Després de la mort de Robert Goodman el 1969, Carolyn va continuar el treball de la Fundació, centrant-se en projectes com una marxa inversa a Mississipí i un Memorial del 25è aniversari. El memorial, que va tenir lloc a l'església de "Sant Joan The Divine" de Nova York, va comptar amb la presència de 10.000 persones i va ser presidit pel governador Mario Cuomo, Maya Angelou, Pete Seeger, Aaron Henry, Harry Belafonte i altres persones estretament vinculades al Moviment pels Drets Civils. Després de la mort de Carolyn l'agost de 2007, David Goodman, el germà petit d'Andrew, i Sylvia Golbin Goodman, l'esposa de David, van assumir el treball de la Fundació.
Durant gairebé 50 anys, l'organització va ser una fundació privada que actuava en interès públic. Amb els ulls posats en el futur, el Patronat de la Fundació Andrew Goodman va decidir convertir l'organització en una organització benèfica pública el 2012. El 2014, en el cinquantè aniversari dels assassinats, la Fundació va llançar oficialment el programa Vote Everywhere dissenyat per donar suport estudiants universitaris que continuen amb la feina de Freedom Summer.
Goodman

- L'any 2002, un cim de 2.176 peus a la ciutat de Tupper Lake, a les muntanyes Adirondack, a l'estat de Nova York, es va anomenar oficialment Goodman Mountain en memòria de Goodman. La família de Goodman hi havia passat els estius durant 30 anys.[15]
- L'escola Walden, a Manhattan, va batejar l'edifici de l'escola mitjana i superior en memòria de Goodman. La Trevor Day School ara ocupa l'edifici i ha mantingut el nom de l'edifici com a "Edifici Andrew Goodman".[16]
- Goodman, juntament amb Chaney i Schwerner, van rebre una medalla presidencial pòstuma de la llibertat del president Barack Obama el 2014.[17]
- La Torre del Rellotge Chaney-Goodman-Schwerner de la Biblioteca Rosenthal rep el seu nom en honor a James, Andrew i Mickey al campus del CUNY Queens College de la ciutat de Nova York.
- La cançó "He Was My Brother", publicada el 1964 per Simon & Garfunkel, és una dedicatòria a Goodman juntament amb altres dos activistes dels drets civils.[18]